# Lom svetlobe
Lòm svetlôbe (redko refrákcija) je fizikalni pojav, ki opisuje spremembo smeri svetlobnega žarka zaradi spremembe hitrosti pri potovanju valov med snovmi z različnim lomnim količnikom. Na meji med sredstvi se valu spremeni smer; njegova valovna dolžina se poveča ali zmanjša, medtem ko frekvenca ostaja konstantna. Svetlobni žarek se na primer razprši ko vstopi in izstopi iz stekla. Razumevanje te zamisli je pripeljalo do izuma refraktorja, daljnogleda z lečami.
Zgled za lom svetlobe je lomljena slika slamice v kozarcu vode. Zrak ima lomni količnik približno 1,0003, voda pa približno 1,33. Slamica se zdi pod vodo ukrivljena zaradi loma ukrivljanja svetlobnih žarkov pri prehodu iz vode v zrak. Pri tem se tudi voda zdi plitkejša, kot je v resnici. 
Odvisnost lomnega količnika od valovne dolžine svetlobe povzroča mavrico in razklon bele svetlobe v spekter, kadar se svetlobne žarke usmeri skozi prizmo. Globina, ki se jo vidi, ko se vodo gleda z vrha, se imenuje navidezna globina.
Lom svetlobe je vzrok za nastanek mavrice in za razdelitev bele svetlobe na mavrični spekter, ko potuje skozi stekleno prizmo. Steklo ima večji lomni količnik kot zrak in različne frekvence svetlobe potujejo pri različnih hitrostih (disperzija), kar povzroči, da se lomijo pod različnimi koti. Različne frekvence se nanašajo na različne opazovane barve. 
Lomni zakon se uporablja za izračun loma svetlobe pri njenem potovanju iz enega medija na drugega.